# NGC 2774
NGC 2774 је спирална галаксија у сазвежђу Рак која се налази на NGC листи објеката дубоког неба.
Деклинација објекта је + 18° 41' 48" а ректасцензија 9h 10m 39,9s. Привидна величина (магнитуда) објекта NGC 2774 износи 13,9 а фотографска магнитуда 14,7. NGC 2774 је још познат и под ознакама MCG 3-24-4, CGCG 91-15, PGC 25879.